# Oberharz am Brocken
Oberharz am Brocken − miasto w Niemczech, w kraju związkowym Saksonia-Anhalt, w powiecie Harz. Miasto powstało 1 stycznia 2010 z połączenia trzech miast: Benneckenstein (Harz), Elbingerode (Harz) i Hasselfelde oraz czterech gmin: Elend, Sorge, Stiege i Tanne.